# 3 grosze polskie (1819–1835)
3 grosze polskie (1819–1835) – moneta trzygroszowa Królestwa Kongresowego okresu autonomii, wprowadzona jako następczyni trzygroszówki bitej w latach 1817 i 1818, po zredukowaniu średnicy o 1 milimetr, dołożeniu otoku na awersie i rewersie oraz wprowadzeniu pionowo ząbkowanego rantu. Była bita w latach 1819–1835, według systemu monetarnego opartego na grzywnie kolońskiej, wycofana z obiegu w lutym 1851 r.

## Awers
Na tej stronie umieszczono średni herb Królestwa Kongresowego, tzn. orła rosyjsko-polskiego – dwugłowy orzeł z trzema koronami, w prawej łapie trzyma miecz i berło, w lewej jabłko królewskie, na piersi, na tle gronostajowego płaszcza, tarcza herbowa z polskim orłem. Na dole, po obu stronach ogona orła, znajduje się znak intendenta mennicy w Warszawie –
- I.B. (Jakuba Benika 1816–1820),
- F.H. (Fryderyka Hungera 1827–1832),
- K.G. (Karola Gronaua 1830–1834) lub
- I.P. (Jerzego Puscha 1834–1835)[4].

Istnieją monety z rocznika 1829 bez znaku intendenta.
Dookoła znajduje się wypukły otok.
Awers jest identyczny z awersem monety 3 grosze polskie 1826–1827.

## Rewers
Na tej stronie umieszczono nominał 3, pod nim napis „GROSZE”, poniżej „POLSKIE”, a pod nim rok bicia: 1819, 1820, 1827, 1828, 1829, 1830, 1831, 1832, 1833, 1834 lub 1835. Dookoła znajduje się wypukły otok.

## Opis
Monetę bito w mennicy w Warszawie, w miedzi, na krążku o średnicy 25 mm, masie 8,57 grama, z otokiem, z rantem ząbkowanym. Według sprawozdań mennicy w latach 1819–1835 (bez 1826) w obieg wypuszczono ok. 5 575 607 sztuk. Dokładniejsze podanie nakładu jest niemożliwe, ponieważ w dwóch latach monetę bito razem z:
- 3 grosze polskie (1826–1827) – w roku 1827,
- 3 grosze (1835–1841) – w roku 1835,

a mennica w swoich sprawozdaniach raportowała jedynie liczbę wprowadzanych do obiegu monet konkretnego nominału, bez podawania typu.
Stopień rzadkości poszczególnych roczników i typów monet przedstawiono w tabeli:
| Rocznik               | Znak intendenta                        | Stopień rzadkości | Liczba egzemplarzy | Uwagi                                            | Zdjęcie |
| --------------------- | -------------------------------------- | ----------------- | ------------------ | ------------------------------------------------ | ------- |
| 3 grosze polskie 1819 | I.B.                                   | R1                | 15 001–80 000      |                                                  |         |
| 3 grosze polskie 1820 | I.B.                                   | R2                | 3001–15 000        |                                                  |         |
| 3 grosze polskie 1827 | F.H.                                   | R2                | 3001–15 000        | bito również monety 3 grosze polskie (1826–1827) |         |
| 3 grosze polskie 1828 | F.H.                                   | R                 | 80 001–400 000     |                                                  |         |
| 3 grosze polskie 1829 | F.H.                                   | R                 | 80 001–400 000     |                                                  |         |
| 3 grosze polskie 1829 | bez znaku intendenta (brak liter F.H.) | R4                | 121–600            |                                                  |         |
| 3 grosze polskie 1830 | F.H.                                   | R                 | 80 001–400 000     |                                                  |         |
| 3 grosze polskie 1830 | K.G.                                   | R5                | 26–120             |                                                  |         |
| 3 grosze polskie 1831 | F.H.                                   | R8                | 2–3                |                                                  |         |
| 3 grosze polskie 1831 | K.G.                                   | R1                | 15 001–80 000      | bito również monety Królestwa Polskiego 1831     |         |
| 3 grosze polskie 1832 | F.H.                                   | R6                | 7–25               |                                                  |         |
| 3 grosze polskie 1832 | K.G.                                   | R2                | 3001–15 000        |                                                  |         |
| 3 grosze polskie 1833 | K.G.                                   | R                 | 80 001–400 000     |                                                  |         |
| 3 grosze polskie 1834 | K.G.                                   | R3                | 601–3000           |                                                  |         |
| 3 grosze polskie 1834 | I.P.                                   | R                 | 80 001–400 000     |                                                  |         |
| 3 grosze polskie 1835 | I.P.                                   | R4                | 121–600            | bito również monety 3 grosze (1835–1841)         |         |

Dla pięciu roczników – 1829, 1830, 1831, 1832 i 1834, istnieją monety z różnymi znakami intendenta mennicy umieszczonymi na awersie lub, jak w przypadku 1829, jego brakiem. O ile w przypadku innych monet Królestwa Kongresowego ostatnim rocznikiem, na którym umieszczano znak konkretnego intendenta mennicy, był rok powołania jego następcy, o tyle w przypadku trzygroszówki polskiej 1819–1835 znane są egzemplarze ze znakiem Fryderyka Hungera (F.H.) z 1831 i 1832, mimo że już w 1830 na tym stanowisku pojawił się Karol Gronau (K.G.).
W latach 1826–1827 bito monetę 3 grosze polskie Z MIEDZI KRAIOWEY. W roku 1827 powrócono do bicia trzygroszówki według rysunku monety wprowadzonego w roku 1819. W roku 1835 monetę zastąpiono trzygroszówką polsko-rosyjską.
Ze względu na fakt, że okres bicia monety przypada na czas rządów dwóch carów, w numizmatyce rosyjskiej moneta, w zależności od wybitej daty, zaliczana jest do dwóch odrębnych kategorii:
- monet cara Aleksandra I (1819,1820) oraz
- monet cara Mikołaja I (1827–1835).

Poprzedniczka trzygroszówki była bita na starych automatach menniczych, które rozpoczęły swoją pracę jeszcze w czasach Rzeczypospolitej Obojga Narodów. Maszyny te nie pozwalały na emisję monet z wystającym powyżej rysunków awersu i rewersu obrzeżem (zwanym otokiem), mającym zmniejszać tempo ścierania się rysunków egzemplarzy uczestniczących w codziennym obrocie pieniężnym. W odpowiedzi na pismo Namiestnika Królestwa Polskiego z 9 kwietnia 1818 r. zawierające prośbę o wyrażenie zgody na:
- bicie monet z napisem „z miedzi krajowej” oraz
- srebrnych 10-złotówek, które nie były wymienione w akcie prawnym z 1 grudnia 1815 r.,

król-cesarz Aleksander I wyraził zgodę, warunkując ją spełnieniem przez Mennicę Królewską w Warszawie bicia ich „w formie cylindrycznej, z wykonaniem obrzeża monet prostopadłego do płaszczyzny krążka”. W celu wypełnienia wymagania narzuconego przez administrację petersburską koniecznym było sprowadzenie ze stolicy Cesarstwa Rosyjskiego parowych maszyn menniczych, które postanowiono zainstalować w nowo budowanym gmachu mennicy. Wyemitowanie w 1819 r. różnych nominałów z otokiem wiązało się z uruchomieniem petersburskich automatów. Monety z otokiem i prostopadle ząbkowanym rantem z 1818 r. miały charakter próbny i były bardzo nieliczne. Na przełomie XX i XXI w. znane są egzemplarze 3-groszówek z datą roczną 1818 wybitych z otokiem, co do których autorzy katalogów nie są zgodni czy powinny mieć status monet próbnych, czy ewentualnie nowego bicia.

## Nowe bicie
Istnieją monety nowego bicia z 1857 r. z mennicy w Warszawie dla roczników 1819, 1820, 1827, 1828, 1829FH, 1830FH, 1831KG, 1832KG, 1833, 1834KG, 1834IP, 1835.
Istnieją monety nowego bicia z 1869 r. z mennicy w Petersburgu dla rocznika 1824, dla którego monet obiegowych nie było.